# 1444
Portal Geschichte | Portal Biografien | Aktuelle Ereignisse | Jahreskalender | Tagesartikel

◄ |
14. Jahrhundert |
15. Jahrhundert
| 16. Jahrhundert | ►

◄ |
1410er |
1420er |
1430er |
1440er
| 1450er | 1460er | 1470er | ►

◄◄ |
◄ |
1440 |
1441 |
1442 |
1443 |
1444
| 1445 | 1446 | 1447 | 1448 | ► | ►►
Staatsoberhäupter  · Nekrolog
| Januar | Januar | Januar | Januar | Januar | Januar | Januar | Januar |
| Kw     | Mo     | Di     | Mi     | Do     | Fr     | Sa     | So     |
| ------ | ------ | ------ | ------ | ------ | ------ | ------ | ------ |
| 1      |        |        | 1      | 2      | 3      | 4      | 5      |
| 2      | 6      | 7      | 8      | 9      | 10     | 11     | 12     |
| 3      | 13     | 14     | 15     | 16     | 17     | 18     | 19     |
| 4      | 20     | 21     | 22     | 23     | 24     | 25     | 26     |
| 5      | 27     | 28     | 29     | 30     | 31     |        |        |

| Februar | Februar | Februar | Februar | Februar | Februar | Februar | Februar |
| Kw      | Mo      | Di      | Mi      | Do      | Fr      | Sa      | So      |
| ------- | ------- | ------- | ------- | ------- | ------- | ------- | ------- |
| 5       |         |         |         |         |         | 1       | 2       |
| 6       | 3       | 4       | 5       | 6       | 7       | 8       | 9       |
| 7       | 10      | 11      | 12      | 13      | 14      | 15      | 16      |
| 8       | 17      | 18      | 19      | 20      | 21      | 22      | 23      |
| 9       | 24      | 25      | 26      | 27      | 28      | 29      |         |

| März | März | März | März | März | März | März | März |
| Kw   | Mo   | Di   | Mi   | Do   | Fr   | Sa   | So   |
| ---- | ---- | ---- | ---- | ---- | ---- | ---- | ---- |
| 9    |      |      |      |      |      |      | 1    |
| 10   | 2    | 3    | 4    | 5    | 6    | 7    | 8    |
| 11   | 9    | 10   | 11   | 12   | 13   | 14   | 15   |
| 12   | 16   | 17   | 18   | 19   | 20   | 21   | 22   |
| 13   | 23   | 24   | 25   | 26   | 27   | 28   | 29   |
| 14   | 30   | 31   |      |      |      |      |      |

| April | April | April | April | April | April | April | April |
| Kw    | Mo    | Di    | Mi    | Do    | Fr    | Sa    | So    |
| ----- | ----- | ----- | ----- | ----- | ----- | ----- | ----- |
| 14    |       |       | 1     | 2     | 3     | 4     | 5     |
| 15    | 6     | 7     | 8     | 9     | 10    | 11    | 12    |
| 16    | 13    | 14    | 15    | 16    | 17    | 18    | 19    |
| 17    | 20    | 21    | 22    | 23    | 24    | 25    | 26    |
| 18    | 27    | 28    | 29    | 30    |       |       |       |

| Mai | Mai | Mai | Mai | Mai | Mai | Mai | Mai |
| Kw  | Mo  | Di  | Mi  | Do  | Fr  | Sa  | So  |
| --- | --- | --- | --- | --- | --- | --- | --- |
| 18  |     |     |     |     | 1   | 2   | 3   |
| 19  | 4   | 5   | 6   | 7   | 8   | 9   | 10  |
| 20  | 11  | 12  | 13  | 14  | 15  | 16  | 17  |
| 21  | 18  | 19  | 20  | 21  | 22  | 23  | 24  |
| 22  | 25  | 26  | 27  | 28  | 29  | 30  | 31  |

| Juni | Juni | Juni | Juni | Juni | Juni | Juni | Juni |
| Kw   | Mo   | Di   | Mi   | Do   | Fr   | Sa   | So   |
| ---- | ---- | ---- | ---- | ---- | ---- | ---- | ---- |
| 23   | 1    | 2    | 3    | 4    | 5    | 6    | 7    |
| 24   | 8    | 9    | 10   | 11   | 12   | 13   | 14   |
| 25   | 15   | 16   | 17   | 18   | 19   | 20   | 21   |
| 26   | 22   | 23   | 24   | 25   | 26   | 27   | 28   |
| 27   | 29   | 30   |      |      |      |      |      |

| Juli | Juli | Juli | Juli | Juli | Juli | Juli | Juli |
| Kw   | Mo   | Di   | Mi   | Do   | Fr   | Sa   | So   |
| ---- | ---- | ---- | ---- | ---- | ---- | ---- | ---- |
| 27   |      |      | 1    | 2    | 3    | 4    | 5    |
| 28   | 6    | 7    | 8    | 9    | 10   | 11   | 12   |
| 29   | 13   | 14   | 15   | 16   | 17   | 18   | 19   |
| 30   | 20   | 21   | 22   | 23   | 24   | 25   | 26   |
| 31   | 27   | 28   | 29   | 30   | 31   |      |      |

| August | August | August | August | August | August | August | August |
| Kw     | Mo     | Di     | Mi     | Do     | Fr     | Sa     | So     |
| ------ | ------ | ------ | ------ | ------ | ------ | ------ | ------ |
| 31     |        |        |        |        |        | 1      | 2      |
| 32     | 3      | 4      | 5      | 6      | 7      | 8      | 9      |
| 33     | 10     | 11     | 12     | 13     | 14     | 15     | 16     |
| 34     | 17     | 18     | 19     | 20     | 21     | 22     | 23     |
| 35     | 24     | 25     | 26     | 27     | 28     | 29     | 30     |
| 36     | 31     |        |        |        |        |        |        |

| September | September | September | September | September | September | September | September |
| Kw        | Mo        | Di        | Mi        | Do        | Fr        | Sa        | So        |
| --------- | --------- | --------- | --------- | --------- | --------- | --------- | --------- |
| 36        |           | 1         | 2         | 3         | 4         | 5         | 6         |
| 37        | 7         | 8         | 9         | 10        | 11        | 12        | 13        |
| 38        | 14        | 15        | 16        | 17        | 18        | 19        | 20        |
| 39        | 21        | 22        | 23        | 24        | 25        | 26        | 27        |
| 40        | 28        | 29        | 30        |           |           |           |           |

| Oktober | Oktober | Oktober | Oktober | Oktober | Oktober | Oktober | Oktober |
| Kw      | Mo      | Di      | Mi      | Do      | Fr      | Sa      | So      |
| ------- | ------- | ------- | ------- | ------- | ------- | ------- | ------- |
| 40      |         |         |         | 1       | 2       | 3       | 4       |
| 41      | 5       | 6       | 7       | 8       | 9       | 10      | 11      |
| 42      | 12      | 13      | 14      | 15      | 16      | 17      | 18      |
| 43      | 19      | 20      | 21      | 22      | 23      | 24      | 25      |
| 44      | 26      | 27      | 28      | 29      | 30      | 31      |         |

| November | November | November | November | November | November | November | November |
| Kw       | Mo       | Di       | Mi       | Do       | Fr       | Sa       | So       |
| -------- | -------- | -------- | -------- | -------- | -------- | -------- | -------- |
| 44       |          |          |          |          |          |          | 1        |
| 45       | 2        | 3        | 4        | 5        | 6        | 7        | 8        |
| 46       | 9        | 10       | 11       | 12       | 13       | 14       | 15       |
| 47       | 16       | 17       | 18       | 19       | 20       | 21       | 22       |
| 48       | 23       | 24       | 25       | 26       | 27       | 28       | 29       |
| 49       | 30       |          |          |          |          |          |          |

| Dezember | Dezember | Dezember | Dezember | Dezember | Dezember | Dezember | Dezember |
| Kw       | Mo       | Di       | Mi       | Do       | Fr       | Sa       | So       |
| -------- | -------- | -------- | -------- | -------- | -------- | -------- | -------- |
| 49       |          | 1        | 2        | 3        | 4        | 5        | 6        |
| 50       | 7        | 8        | 9        | 10       | 11       | 12       | 13       |
| 51       | 14       | 15       | 16       | 17       | 18       | 19       | 20       |
| 52       | 21       | 22       | 23       | 24       | 25       | 26       | 27       |
| 53       | 28       | 29       | 30       | 31       |          |          |          |

| Januar | Januar | Januar | Januar | Januar | Januar | Januar | Januar |
| Kw     | Mo     | Di     | Mi     | Do     | Fr     | Sa     | So     |
| ------ | ------ | ------ | ------ | ------ | ------ | ------ | ------ |
| 1      |        |        | 1      | 2      | 3      | 4      | 5      |
| 2      | 6      | 7      | 8      | 9      | 10     | 11     | 12     |
| 3      | 13     | 14     | 15     | 16     | 17     | 18     | 19     |
| 4      | 20     | 21     | 22     | 23     | 24     | 25     | 26     |
| 5      | 27     | 28     | 29     | 30     | 31     |        |        |

| Februar | Februar | Februar | Februar | Februar | Februar | Februar | Februar |
| Kw      | Mo      | Di      | Mi      | Do      | Fr      | Sa      | So      |
| ------- | ------- | ------- | ------- | ------- | ------- | ------- | ------- |
| 5       |         |         |         |         |         | 1       | 2       |
| 6       | 3       | 4       | 5       | 6       | 7       | 8       | 9       |
| 7       | 10      | 11      | 12      | 13      | 14      | 15      | 16      |
| 8       | 17      | 18      | 19      | 20      | 21      | 22      | 23      |
| 9       | 24      | 25      | 26      | 27      | 28      | 29      |         |

| März | März | März | März | März | März | März | März |
| Kw   | Mo   | Di   | Mi   | Do   | Fr   | Sa   | So   |
| ---- | ---- | ---- | ---- | ---- | ---- | ---- | ---- |
| 9    |      |      |      |      |      |      | 1    |
| 10   | 2    | 3    | 4    | 5    | 6    | 7    | 8    |
| 11   | 9    | 10   | 11   | 12   | 13   | 14   | 15   |
| 12   | 16   | 17   | 18   | 19   | 20   | 21   | 22   |
| 13   | 23   | 24   | 25   | 26   | 27   | 28   | 29   |
| 14   | 30   | 31   |      |      |      |      |      |

| April | April | April | April | April | April | April | April |
| Kw    | Mo    | Di    | Mi    | Do    | Fr    | Sa    | So    |
| ----- | ----- | ----- | ----- | ----- | ----- | ----- | ----- |
| 14    |       |       | 1     | 2     | 3     | 4     | 5     |
| 15    | 6     | 7     | 8     | 9     | 10    | 11    | 12    |
| 16    | 13    | 14    | 15    | 16    | 17    | 18    | 19    |
| 17    | 20    | 21    | 22    | 23    | 24    | 25    | 26    |
| 18    | 27    | 28    | 29    | 30    |       |       |       |

| Mai | Mai | Mai | Mai | Mai | Mai | Mai | Mai |
| Kw  | Mo  | Di  | Mi  | Do  | Fr  | Sa  | So  |
| --- | --- | --- | --- | --- | --- | --- | --- |
| 18  |     |     |     |     | 1   | 2   | 3   |
| 19  | 4   | 5   | 6   | 7   | 8   | 9   | 10  |
| 20  | 11  | 12  | 13  | 14  | 15  | 16  | 17  |
| 21  | 18  | 19  | 20  | 21  | 22  | 23  | 24  |
| 22  | 25  | 26  | 27  | 28  | 29  | 30  | 31  |

| Juni | Juni | Juni | Juni | Juni | Juni | Juni | Juni |
| Kw   | Mo   | Di   | Mi   | Do   | Fr   | Sa   | So   |
| ---- | ---- | ---- | ---- | ---- | ---- | ---- | ---- |
| 23   | 1    | 2    | 3    | 4    | 5    | 6    | 7    |
| 24   | 8    | 9    | 10   | 11   | 12   | 13   | 14   |
| 25   | 15   | 16   | 17   | 18   | 19   | 20   | 21   |
| 26   | 22   | 23   | 24   | 25   | 26   | 27   | 28   |
| 27   | 29   | 30   |      |      |      |      |      |

| Juli | Juli | Juli | Juli | Juli | Juli | Juli | Juli |
| Kw   | Mo   | Di   | Mi   | Do   | Fr   | Sa   | So   |
| ---- | ---- | ---- | ---- | ---- | ---- | ---- | ---- |
| 27   |      |      | 1    | 2    | 3    | 4    | 5    |
| 28   | 6    | 7    | 8    | 9    | 10   | 11   | 12   |
| 29   | 13   | 14   | 15   | 16   | 17   | 18   | 19   |
| 30   | 20   | 21   | 22   | 23   | 24   | 25   | 26   |
| 31   | 27   | 28   | 29   | 30   | 31   |      |      |

| August | August | August | August | August | August | August | August |
| Kw     | Mo     | Di     | Mi     | Do     | Fr     | Sa     | So     |
| ------ | ------ | ------ | ------ | ------ | ------ | ------ | ------ |
| 31     |        |        |        |        |        | 1      | 2      |
| 32     | 3      | 4      | 5      | 6      | 7      | 8      | 9      |
| 33     | 10     | 11     | 12     | 13     | 14     | 15     | 16     |
| 34     | 17     | 18     | 19     | 20     | 21     | 22     | 23     |
| 35     | 24     | 25     | 26     | 27     | 28     | 29     | 30     |
| 36     | 31     |        |        |        |        |        |        |

| September | September | September | September | September | September | September | September |
| Kw        | Mo        | Di        | Mi        | Do        | Fr        | Sa        | So        |
| --------- | --------- | --------- | --------- | --------- | --------- | --------- | --------- |
| 36        |           | 1         | 2         | 3         | 4         | 5         | 6         |
| 37        | 7         | 8         | 9         | 10        | 11        | 12        | 13        |
| 38        | 14        | 15        | 16        | 17        | 18        | 19        | 20        |
| 39        | 21        | 22        | 23        | 24        | 25        | 26        | 27        |
| 40        | 28        | 29        | 30        |           |           |           |           |

| Oktober | Oktober | Oktober | Oktober | Oktober | Oktober | Oktober | Oktober |
| Kw      | Mo      | Di      | Mi      | Do      | Fr      | Sa      | So      |
| ------- | ------- | ------- | ------- | ------- | ------- | ------- | ------- |
| 40      |         |         |         | 1       | 2       | 3       | 4       |
| 41      | 5       | 6       | 7       | 8       | 9       | 10      | 11      |
| 42      | 12      | 13      | 14      | 15      | 16      | 17      | 18      |
| 43      | 19      | 20      | 21      | 22      | 23      | 24      | 25      |
| 44      | 26      | 27      | 28      | 29      | 30      | 31      |         |

| November | November | November | November | November | November | November | November |
| Kw       | Mo       | Di       | Mi       | Do       | Fr       | Sa       | So       |
| -------- | -------- | -------- | -------- | -------- | -------- | -------- | -------- |
| 44       |          |          |          |          |          |          | 1        |
| 45       | 2        | 3        | 4        | 5        | 6        | 7        | 8        |
| 46       | 9        | 10       | 11       | 12       | 13       | 14       | 15       |
| 47       | 16       | 17       | 18       | 19       | 20       | 21       | 22       |
| 48       | 23       | 24       | 25       | 26       | 27       | 28       | 29       |
| 49       | 30       |          |          |          |          |          |          |

| Dezember | Dezember | Dezember | Dezember | Dezember | Dezember | Dezember | Dezember |
| Kw       | Mo       | Di       | Mi       | Do       | Fr       | Sa       | So       |
| -------- | -------- | -------- | -------- | -------- | -------- | -------- | -------- |
| 49       |          | 1        | 2        | 3        | 4        | 5        | 6        |
| 50       | 7        | 8        | 9        | 10       | 11       | 12       | 13       |
| 51       | 14       | 15       | 16       | 17       | 18       | 19       | 20       |
| 52       | 21       | 22       | 23       | 24       | 25       | 26       | 27       |
| 53       | 28       | 29       | 30       | 31       |          |          |          |

## Ereignisse

### Politik und Weltgeschehen

#### Alter Zürichkrieg
- 1. Mai: Die Belagerung von Greifensee durch Innerschweizer Gewalthaufen unter dem Schwyzer Landammann Ital Reding dem Älteren beginnt.
- 28. Mai: Nach fast einmonatiger Belagerung kommt es zum Mord von Greifensee im Alten Zürichkrieg: Wildhans von Breitenlandenberg und die restlichen Verteidiger der Zürcher Festung Greifensee werden, nachdem sie sich ergeben haben, von den Belagerern enthauptet.
- 26. August: In der Schlacht bei St. Jakob an der Birs besiegt das Königreich Frankreich die Alte Eidgenossenschaft.
- 28. Oktober: Nach den schweren Verlusten der Armagnacs bei der Schlacht bei St. Jakob an der Birs sichert der französische Dauphin Ludwig im Frieden von Ensisheim den Eidgenossen beständige Freundschaft zu.

#### Osmanische Expansion
- 2. März: Unter der Führung des kastriotischen Fürsten Skanderbeg wird die Liga von Lezha geschlossen, ein Verteidigungsbündnis albanischer und montenegrinischer Fürsten gegen die Osmanen. Neben den Kastrioti nehmen Regenten aus den Familien Muzaka, Zaharia, Spani, Arianiti, Dushmani, Thopia, Balšić und Crnojević an dem Bündnis teil.
- 10. November: Ein Türkenkreuzzug unter Johann Hunyadi endet mit der schweren Niederlage in der Schlacht bei Warna gegen die Osmanen. Władysław III., König von Polen, und als Ulászló I./Vladislav I. auch König von Ungarn und Kroatien, kommt bei der Schlacht ums Leben. In Polen folgt daraufhin ein dreijähriges Interregnum.
- Skanderbeg kann die Osmanen auf der Ebene von Torvioll zwischen den heutigen Orten Librazhd und Pogradec schlagen. Die Kunde über den Sieg der Christen über die Muslime verbreitet sich in Europa sehr schnell.
- Sultan Murad II. überlässt seinem zwölfjährigen Sohn Mehmed II. für eine kurze Zeit den Thron des Osmanischen Reichs.

#### Weitere Ereignisse in Europa
- 5. Juni: Mit der Annahme eines neuen Landesherren, des Herzogs von Kleve-Mark, anstelle des alten, des Erzbischofs von Köln, durch die Stadt Soest beginnt die Soester Fehde.
- 10. August: Ein Expeditionskorps des ägyptischen Mamlukensultanats landet auf der Insel Rhodos und beginnt mit der Belagerung der Stadt Rhodos.
- 3. November: In der Schlacht bei Linnich im Zweiten Geldrischen Erbfolgekrieg erringt Herzog Gerhard von Jülich-Berg den Sieg über Arnold von Egmond, den Herzog von Geldern. Trotz seines Sieges verzichtet er auf den erhobenen Erbanspruch auf das Herzogtum.
- England und Frankreich vereinbaren im Hundertjährigen Krieg einen Waffenstillstand, der aber noch nicht zu einem endgültigen Frieden führt.
- Schönberg wird erstmals in einer Urkunde erwähnt.

#### Europäische Entdeckungsreisen und Kolonialismus
- Portugiesische Schiffe kehren erstmals mit afrikanischen Sklaven nach Europa zurück.
- Dinis Dias, portugiesischer Seefahrer, umsegelt erstmals Cabo Verde (Senegal), die westlichste Spitze Kontinentalafrikas.
- Niccolo di Conti kehrt nach 25 Jahren nach Venedig zurück. Seine Reiseberichte werden von Poggio Bracciolini aufgezeichnet.

### Wirtschaft

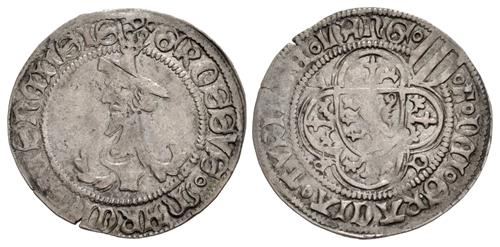
„Judenkopfgroschen“ (Oberwähr), Münzstätte Freiberg

- 17. März: Kurfürst Friedrich II. von Sachsen führt die „große sächsische Münzreform“ durch. Geschaffen wird eine doppelte Silberwährung, die Oberwähr und Beiwähr genannt wird. Als Oberwähr werden guthaltige sogenannte Judenkopfgroschen geprägt. An diesem Projekt beteiligt sich auch Friedrichs Bruder Herzog Wilhelm III. der Tapfere. Obwohl die Regierung den Gebrauch der Doppelwährung durch umfangreiche Veröffentlichungen erläutert, ist es dem einfachen Untertan nahezu unmöglich, sich in die Umrechnungen hineinzufinden. Die Schwierigkeiten werden noch dadurch vergrößert, dass die alten Währungen weiterhin zugelassen sind. Ein großes Durcheinander in Handel und Wandel ist die Folge.

### Gesellschaft
- Gerhard II. von Jülich-Berg gründet nach seinem Sieg bei Linnich den Hubertusorden.

## Geboren

### Geburtsdatum gesichert

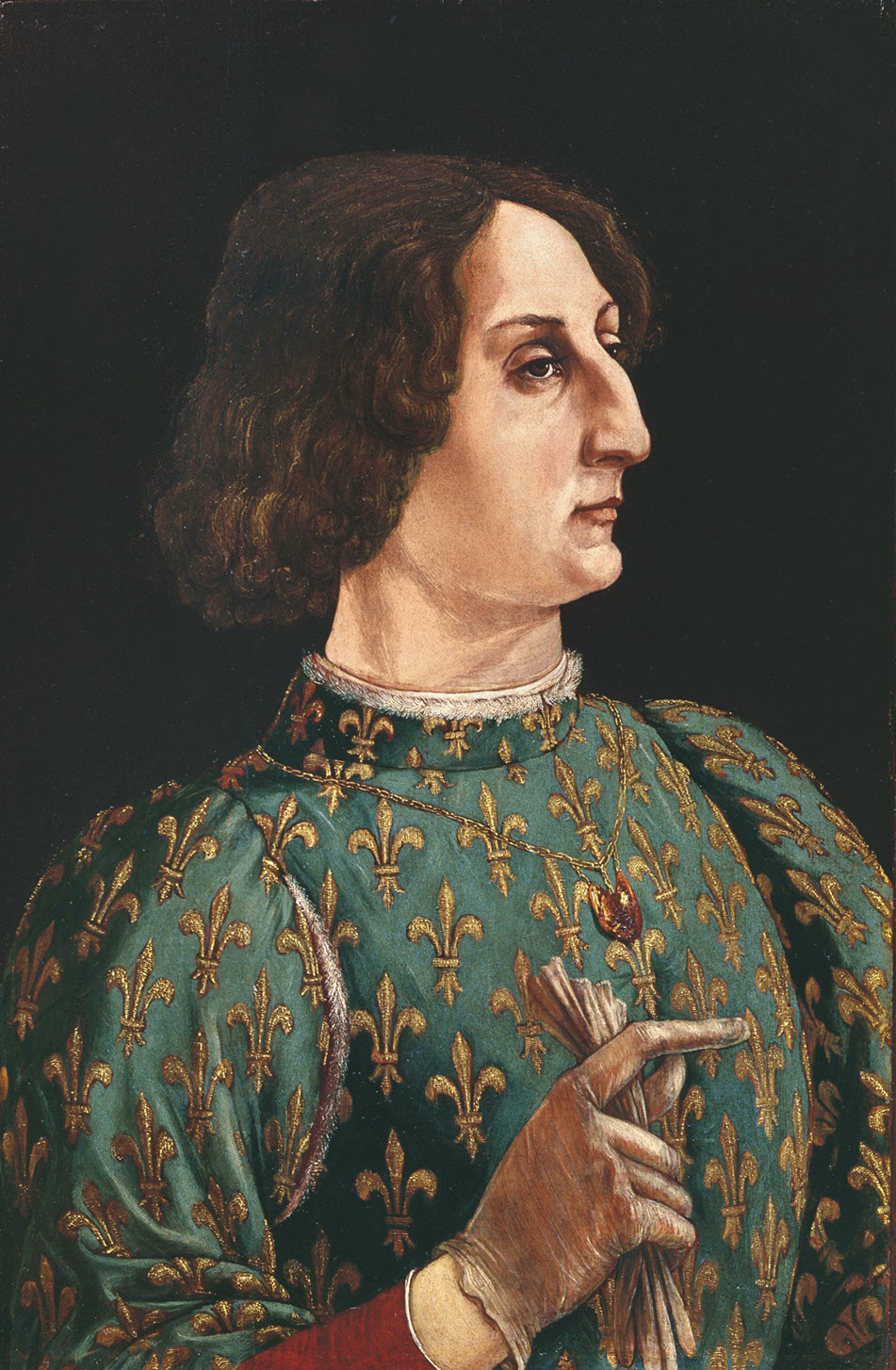
Galeazzo Maria Sforza, Porträt von Piero del Pollaiuolo (1471)

- 7. Januar: Pandolfo Collenuccio,  italienischer Humanist, Historiker und Jurist († 1504)
- 24. Januar: Galeazzo Maria Sforza, Herzog von Mailand († 1476)
- 14. Februar: Anne Beauchamp, 15. Countess of Warwick, englische Adelige († 1449)
- 22. April: Elizabeth of York, englische Adelige, Herzogin von Suffolk († 1503 oder 1504)
- 29. Mai: Otto III., Herzog von Pommern-Stettin († 1464)
- 14. Juni: Nilakantha Somayaji, indischer Mathematiker und Astronom († 1544)
- 28. Juni: Charlotte, Königin von Zypern († 1487)
- 12. Oktober: Anselm von Eyb, deutscher Hofbeamter und Jurist († 1477)
- 18. Oktober: John Mowbray, 4. Duke of Norfolk, englischer Adeliger († 1476)
- 5. November: Johann VI. von Saalhausen, Bischof von Meißen († 1518)

### Genaues Geburtsdatum unbekannt

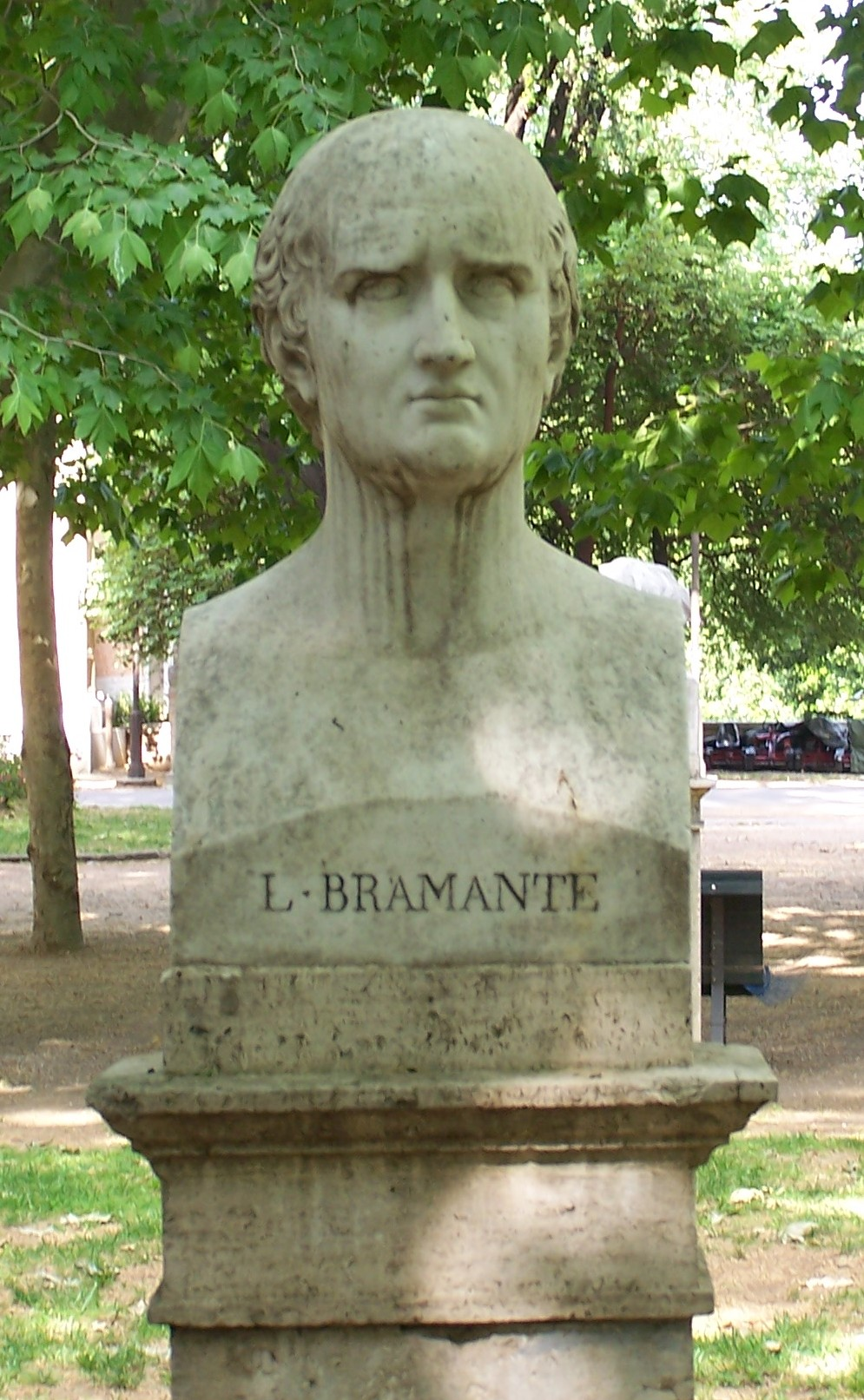
Büste des Bramante im Park der Villa Medici in Rom

- Donato Bramante, italienischer Baumeister und Begründer der Hochrenaissance-Architektur († 1514)
- Gaston de Foix, Prinz von Viana († 1470)
- Domenico Giacobazzi, Kardinal der römischen Kirche († 1528)
- Leonhard von Görz, österreichischer Adliger, Statthalter von Lienz und Osttirol, Graf von Görz († 1500)
- Konoe Masaie, Kampaku (Regent) für den Go-Tsuchimikado-tennō in Japan († 1505)
- Margarete von Sachsen, Äbtissin von Seußlitz († 1498)
- Antonio de Nebrija, spanischer Humanist und Philologe († 1522)
- Francesco de’ Pazzi, Florentiner Adeliger, Mitverschwörer der Pazzi-Verschwörung gegen Lorenzo il Magnifico († 1478)
- Felinus Sandeus, Bischof von Lucca († 1503)

### Geboren um 1444
- 23. August 1443 oder 17. Februar 1444: Rudolf Agricola, niederländischer Humanist und Schriftsteller († 1485)
- Johannes Widmann, deutscher Professor der Medizin und herzoglicher Leibarzt († 1524)

## Gestorben

### Todesdatum gesichert
- 3. Januar: Hermann III. Köppen, Bischof von Schwerin
- 8. Januar: Wilhelm II., Gefürsteter Graf von Henneberg-Schleusingen (* 1415)
- 14. Februar: Henriette von Mömpelgard, Gräfin von Württemberg (* zwischen 1384 und 1391)
- 7. März: François de Metz, Bischof von Gent
- 9. März: Leonardo Bruni, Staatskanzler von Florenz (* um 1369)
- 8. April: Regnault de Chartres, Erzbischof von Reims
- 26. April: Robert Campin, flämischer Maler (* um 1375)

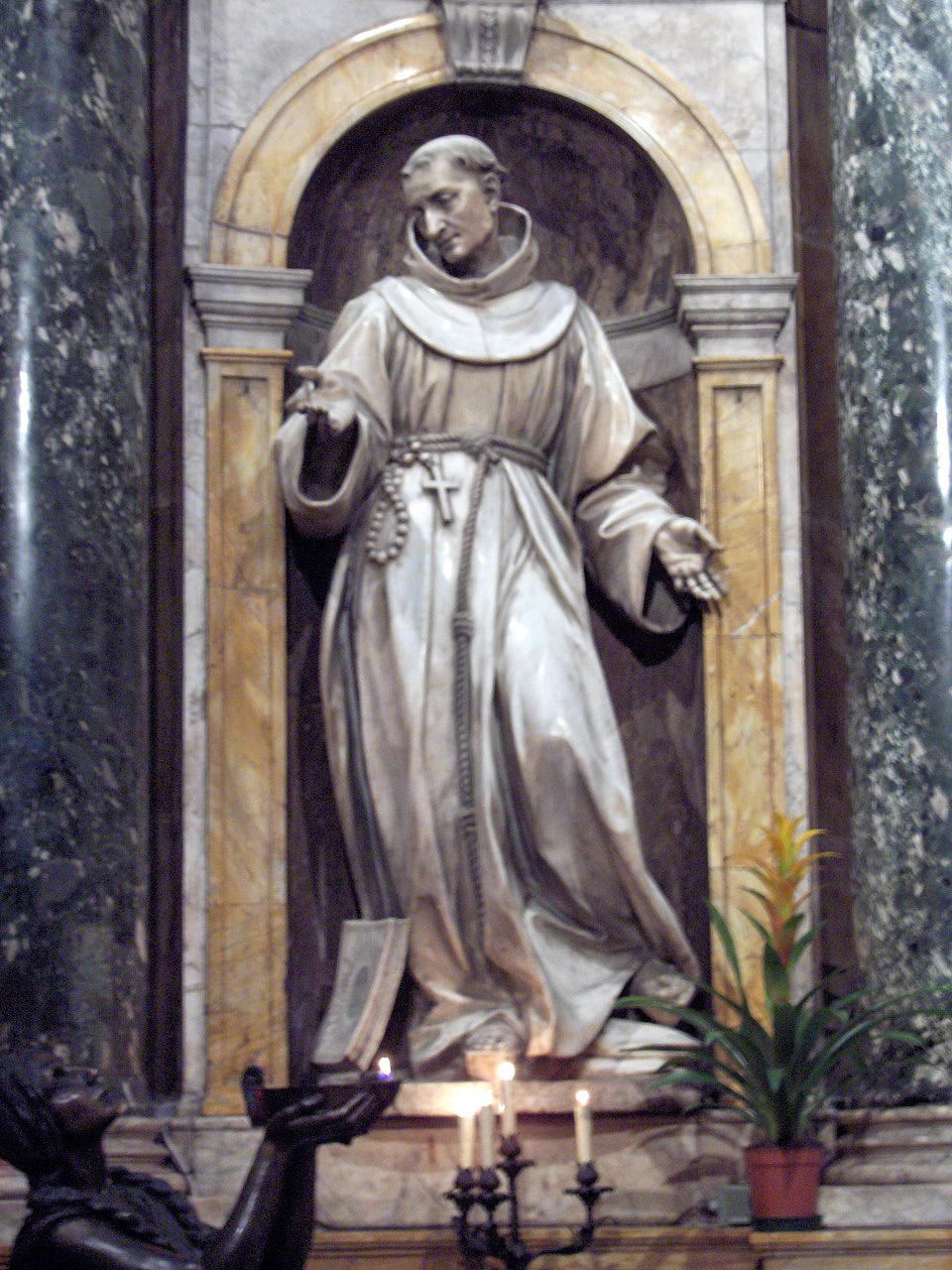
Bernhardin von Siena, Skulptur am Dom von Siena

- 20. Mai: Bernhardin von Siena, italienischer Heiliger (* 1380)
- 20. Mai: Margarete von Kleve, Herzogin von Bayern-München und Württemberg (* 1416)
- 27. Mai: John Beaufort, 1. Duke of Somerset, englischer Adeliger, Oberbefehlshaber der englischen Streitkräfte in Frankreich (* 1404)
- 28. Mai: Wildhans von Breitenlandenberg, Schweizer Adeliger und Hauptmann von Greifensee (* um 1410)
- 4. Juni: Alexander von Masowien, Fürstbischof von Trient und Kardinal der Römisch-Katholischen Kirche (* 1400)
- 23. Juni: Markos Eugenikos, Metropolit von Ephesos und orthodoxer Heiliger (* 1391/92)
- 14. Juli: Henry Grey, 3. Baron Grey of Codnor, englischer Adeliger (* um 1404)
- 22. Juli: Oddantonio da Montefeltro, Herzog von Urbino (* 1426)
- 27. August: Hynek Ptáček z Pirkštejna, böhmischer Adliger und Vertreter der Hussiten (* 1404)
- 25. September: Gianfrancesco I. Gonzaga, Markgraf von Mantua (* 1395)
- 15. Oktober: Niccolò Piccinino, italienischer Condottiere (* um 1380)
- 10. November: Giuliano Cesarini der Ältere, italienischer Kanonist, Diplomat und Kardinal (* 1398)
- 10. November: Wladyslaw I., König von Polen und König von Ungarn und Kroatien (* 1424)

### Genaues Todesdatum unbekannt
- Euphemia von Oels, Kurfürstin von Sachsen-Wittenberg (* um 1390)
- Katherina Hane, die erste Frau, von der urkundlich belegt ist, dass sie aufgrund des Vorwurfs der „Zauberei“ in Hamburg hingerichtet wurde
- Conrad Heyden, deutscher Stadtschreiber und Verfasser des Klagspiegels (* um 1385)